# 抗原
抗原（antigen，縮寫Ag）為任何可誘發免疫系统产生抗体（antibody）的物質，不只是從病原體那裡取得，一般來說體內發現分子夠大的有機物就有可能作為一個適合的抗原，這樣也就會導致例如過敏等問題。
外來分子（抗原）可經過B細胞上B细胞受体的識別而“直接”活化B細胞；或經抗原呈現細胞的處理，並與主要組織相容性複合體結合成複合物後，再經過T細胞上T细胞受体的識別而“間接”活化T細胞，引發後續的免疫反應。

## 免疫原性
抗原的重要特性就是它的免疫原性。免疫原性指能誘導體液性與細胞性媒介免疫应答在机体内發生的特性，具有免疫原性的物质可称为免疫原（immunogen）。
不同免疫原的免疫性強弱不同。免疫原通常為蛋白質或多醣類，以蛋白質為最強的免疫原，其次為多醣類。脂質與核酸並不能成為免疫原，除非與蛋白質結合才能活化免疫反應。就蛋白質而言，經過特定的抗原呈現細胞處理後，形成小分子的肽（peptide）片段，再與細胞表面之主要組織相容性複合物（MHC）結合，才能被辨識而活化免疫系统。

## 半抗原
半抗原（hapten）是一種小分子，只有在跟大分子結合後才能激發免疫反應，產生對應此半抗原的抗體；半抗原單獨存在时，卻無法有效地激發免疫反應。它多半不是蛋白質，進入體內後不會刺激抗體產生。半抗原與具抗原性的大分子化合物或蛋白質結合後，便可刺激抗體產生，並與完全抗原所產生之抗體起反應。
脂質抗原可分為2種：半抗原（hapten）以及由CD1所呈現之抗原。脂質通常為半抗原，能與適當的蛋白質結合產生免疫性，刺激B細胞的免疫反應而產生抗體。脂質或醣脂類和一些磷脂類也可以結合到類似主要組織相容性複合體（major histocompatibility complex，MHC）的分子上，被T細胞接受器（T cell receptor，TCR）辨識。類似MHC的分子為脂質呈現分子（lipid-presenting molecule），分類上屬於CD1族群（結構上和MHC很相近）。經由CD1的呈現，這些脂質便能被TCR辨識。脂質的辨識作用在某些對抗病原體的免疫反應上十分重要。T細胞能辨識結核分枝桿菌和痲瘋分枝桿菌細胞壁的脂質，進行細胞媒介免疫反應，防止受病原菌感染。

## 免疫原性的影响因素
1. 外來性（Foreignness）：產生免疫作用的分子必須為非自體生物系統的物質。免疫系統辨識非自體分子的能力，主要與宿主免疫系統對自體分子的耐受性有關。抗原所引發的免疫作用嚴重程度與其外來性有絕對關係，生物物種間的血緣差異越大，其間的抗原差異即越大，引發的免疫反應也就越激烈。
2. 分子大小：分子量越大的物質免疫性越強，活性免疫原的分子量約為100,000。分子量在5,000~10,000者屬於較差的免疫原，另有少數分子量小於1,000的分子被發現仍具有免疫原的特性。
3. 化學結構與異質性（Heterogeneity）：分子大小和外來性並不能構成免疫性的完全條件，須加上其他條件才能激發免疫反應的產生。單一胺基酸或醣類分子合成的同質聚合物，缺乏免疫性。由不同的氨基酸或醣類所構成的異質分子聚合物比單一分子組成的同質聚合物具有較好的免疫性。聚合物中異質分子種類越多，則越不需要大分子來刺激免疫性。蛋白質中複雜的四級立體結構，對免疫性則具有更大的影響力。
4. 抗原處理與呈現的感受性：大分子較容易被吞噬和處理，不可溶的巨大分子通常比可溶性的小分子較具有免疫性。無法被分解或被主要組織相容性複合體（MHC）呈現的大分子，則歸類為劣質免疫原。抗原呈現細胞內的分解酵素僅能對L-胺基酸作用，由D-胺基酸（与L-氨基酸互为手性异构体）構成的聚合物並無法被處理分解，而這些聚合物即劣質免疫原。D-氨基酸通常存在於抗生素和細菌細胞壁中，在動植物中也有發現。

## 免疫佐剂
除了抗原本身性质对免疫反应的影響因子外，一些其他因素也會影响免疫反應，包括：
- 接受者基因型
- 免疫原施予的劑量與途徑
- 免疫佐劑（immunological adjuvant）

免疫佐剂是可以加強抗原所引發免疫反應的一类物质。利用佐劑的添加，可以降低疫苗內抗原的需要量，達到比較好的效果。佐劑本身可以有反应原性，沒有免疫原性。應用時可與抗原同時或預先注射於機體。用佐劑的目的是為了提高抗原對有機體的免疫原性，從而提高抗體的效價。顆粒性抗原（細菌、細胞 ）具有較強的免疫原性，不使用佐劑即可取得較好的免疫效果。 可溶性大分子量的蛋白質免疫原、人工抗原，初次免疫時必須使用佐劑才能取得較好的免疫效果。
免疫佐劑的具体功能可能包括：
- 延長抗原持續性[3]
- 加強共同刺激訊號
- 增加局部炎症反應
- 刺激非專一性淋巴球增生的功能

免疫佐劑也可能引起一些副作用：佐劑常混有微量的其他物質，這些物質進入有機體後也可引起抗體的產生，影響抗體的特異性。注射完全佐劑可引起局部炎症反應，使局部組織壞死。

## 抗原與抗體之結合模式
除了与抗体结合之外，抗原还可以被B细胞受体（BCR, B Cell Receptor）和T细胞受体（TCR, T Cell Receptor）识别。B细胞受体和抗体结合抗原的模式基本相同，都是基于蛋白质大分子折叠形成的三级结构进行识别。因此当蛋白质抗原变性，原有的三级结构被破坏后，抗体和B细胞受体识别蛋白质抗原的能力就会下降。但是T细胞受体识别抗原的能力则不受蛋白质变性的影响，因为T细胞识别的是抗原被酶剪切后产生的短肽，是基于蛋白质的一级结构（氨基酸序列）的识别，不受三级结构破坏的影响。